# Philornis vespidicola
Philornis vespidicola är en tvåvingeart som beskrevs av Carroll William Dodge 1968. Philornis vespidicola ingår i släktet Philornis och familjen husflugor.
Artens utbredningsområde är Peru. Inga underarter finns listade i Catalogue of Life.